# Fiume Trigno località Cannavine
Fiume Trigno località Cannavine este o arie protejată (arie specială de conservare — SAC, sit de importanță comunitară — SCI) din Italia întinsă pe o suprafață de 410 ha, integral pe uscat.

## Localizare
Centrul sitului Fiume Trigno località Cannavine este situat la coordonatele 41°42′10″N 14°26′12″E / 41.702778°N 14.436667°E.

## Înființare
Situl Fiume Trigno località Cannavine a fost declarat sit de importanță comunitară în septembrie 1995 pentru a proteja 14 specii de animale. Situl a fost protejat și ca arie specială de conservare în martie 2017.

## Biodiversitate
Situată în ecoregiunea mediteraneană, aria protejată conține 1 habitat natural: Păduri panonice-balcanice de stejar turcesc - stejar sesil.
La baza desemnării sitului se află mai multe specii protejate de  păsări (14): fâsă-de-câmp (Anthus campestris), caprimulg (Caprimulgus europaeus), șerpar (Circaetus gallicus), erete de stuf (Circus aeruginosus), erete vânăt (Circus cyaneus), erete cenușiu (Circus pygargus), presură de grădină (Emberiza hortulana), Falco biarmicus, șoim călător (Falco peregrinus), sfrâncioc roșiatic (Lanius collurio), ciocârlie de pădure (Lullula arborea), gaia neagră (Milvus migrans), gaia roșie (Milvus milvus), viespar (Pernis apivorus).
Pe lângă speciile protejate, pe teritoriul sitului au mai fost identificate 6 specii de plante, 1 specie de nevertebrate.